# Energía del punto cero
La energía del punto cero es, en física, la energía más baja que un sistema físico mecano-cuántico puede poseer, y es la energía del estado fundamental del sistema. El concepto de la energía del punto cero fue propuesto por Albert Einstein y Otto Stern en 1913, y fue llamada en un principio "energía residual". La expresión es una traducción del alemán Nullpunktsenergie. Todos los sistemas mecano-cuánticos tienen energía de punto cero. La expresión surge como referencia al estado base del oscilador armónico cuántico y sus oscilaciones nulas.[cita requerida] En la teoría cuántica de campos, es un sinónimo de la energía del vacío o de la energía oscura, una cantidad de energía que se asocia con la vacuidad del espacio vacío. En cosmología, la energía del vacío es tomada como la base para la constante cosmológica. A nivel experimental, la energía del punto cero genera el efecto Casimir, y es directamente observable en dispositivos nanométricos.
Debido a que la energía del punto cero es la energía más baja que un sistema puede tener, no puede ser eliminada de dicho sistema. Un término relacionado es el campo del punto cero que es el estado de energía más bajo para un campo, su estado base, que no es cero.

## Historia
En 1900, Max Planck dedujo la fórmula para la energía de un "radiador de energía" aislado, i.e. una unidad atómica vibratoria, como:
{\displaystyle \epsilon ={\frac {h\nu }{e^{\frac {h\nu }{kT}}-1}}}
Aquí, {\displaystyle h} es la constante de Planck, {\displaystyle \nu } es la frecuencia, k es la constante de Boltzmann, y T es la temperatura.
En 1913, utilizando esta fórmula como base, Albert Einstein y Otto Stern publicaron un artículo de gran importancia donde sugerían por primera vez la existencia de una energía residual que todos los osciladores tienen en el cero absoluto. Llamaron a esto "energía residual", o Nullpunktsenergie (en alemán), que fue más tarde traducido como energía del punto cero. Realizaron unos análisis del calor específico del gas hidrógeno a baja temperatura, y concluyeron que los datos se representan mejor si la energía vibracional es elegida para que tome la forma:
{\displaystyle \epsilon ={\frac {h\nu }{e^{\frac {h\nu }{kT}}-1}}+{\frac {h\nu }{2}}}
Por lo que, de acuerdo a esta expresión, incluso en el cero absoluto la energía de un sistema atómico tiene el valor ½hν.

## Fundamentos físicos
En física clásica, la energía de un sistema es relativa, y se define únicamente en relación con algún estado dado (a menudo llamado estado de referencia). Típicamente, uno puede asociar a un sistema sin movimiento una energía cero, aunque hacerlo es puramente arbitrario.
En física cuántica, es natural asociar la energía con el valor esperado de un cierto operador, el Hamiltoniano del sistema. Para casi todos los sistemas mecano-cuánticos, el valor esperado más bajo posible que este operador puede tener no es cero; a este valor más bajo posible se le denomina energía del punto cero. (Nota: Si añadimos una constante arbitraria al Hamiltoniano, obtenemos otra teoría que es físicamente equivalente al Hamiltoniano previo. A causa de esto, sólo la energía relativa es observable, no la energía absoluta. Sin embargo, esto no cambia el hecho de que el momento mínimo es no nulo).
El origen de una energía mínima no nula puede ser intuitivamente comprendido en términos del principio de indeterminación de Heisenberg. Este principio establece que la posición y el momentum de una partícula en mecánica cuántica no pueden ser conocidos con precisión simultáneamente. Si la partícula es confinada a un pozo de potencial, entonces su posición es como mínimo parcialmente conocida: debe estar en el pozo. Por ello, uno puede deducir que en el pozo, la partícula no puede tener momento cero, pues de lo contrario se violaría el principio de incertidumbre. Porque la energía cinética de una partícula en movimiento es proporcional al cuadrado de su velocidad, no puede ser cero tampoco. Este ejemplo, sin embargo, no es aplicable a una partícula libre - la energía cinética de la cual si puede ser cero.

## Variedades de energía del punto cero
La idea de la energía del punto cero está presente en diferentes situaciones, y es importante distinguirlas, y notar que hay muchos conceptos muy relacionados.
En mecánica cuántica ordinaria, la energía del punto cero es la energía asociada con el estado fundamental del sistema. El más famoso ejemplo de este tipo es la energía {\displaystyle E={\hbar \omega  \over 2}} asociada con el estado fundamental del oscilador armónico cuántico. Más exactamente, la energía del punto cero es el valor esperado del Hamiltoniano del sistema.
En teoría cuántica de campos, el tejido del espacio se visualiza como si estuviera compuesto de campos, con el campo en cada punto del espacio-tiempo siendo un oscilador armónico simple cuantizado, que interactúa con los osciladores vecinos. En este caso, cada uno tiene una contribución de {\displaystyle E={\hbar \omega  \over 2}} de cada punto del espacio, resultando en una energía del punto cero técnicamente infinita. La energía de punto cero es de nuevo el valor esperado del Hamiltoniano; aquí, sin embargo, la frase valor esperado del vacío es más comúnmente utilizada, y la energía es bautizada como energía del vacío.
En la teoría de perturbaciones cuántica, se dice a veces que la contribución de los diagramas de Feynman de un bucle único y de bucles múltiples al propagador de la partícula elemental son las contribuciones de las fluctuaciones del vacío o de la energía del punto cero a la masa de las partículas.

## Evidencia experimental
La evidencia experimental más simple de la existencia de la energía del punto cero en la teoría cuántica de campos es el efecto Casimir.
Este efecto fue propuesto en 1948 por el físico holandés Hendrik B. G. Casimir, quien analizó el campo electromagnético cuantizado entre dos placas metálicas paralelas sin carga eléctrica. Una pequeña fuerza puede medirse entre las placas, que es directamente atribuible a un cambio en la energía del punto cero del campo electromagnético entre las placas.
Aunque el efecto Casimir al principio fue difícil de medir, porque sus efectos pueden verse únicamente a distancias muy pequeñas, el efecto es muy importante en nanotecnología. No sólo es el efecto Casimir fácilmente medido en dispositivos nanotecnológicos especialmente diseñados, sino que se debe tener en cuenta cada vez más en el diseño y en el proceso de manufactura de los mismos. Puede ejercer fuerzas significativas y tensiones sobre los dispositivos nanotecnológicos, causando que se doblen, tuerzan, o incluso que se rompan.
Otras evidencias experimentales incluyen la emisión espontánea de luz (fotones) por átomos y núcleos, el efecto Lamb de las posiciones de los niveles de energía de los átomos, los valores anómalos de la tasa giromagnética del electrón, etc.

## Gravitación y cosmología
En cosmología, la energía del punto cero ofrece una posibilidad intrigante para explicar los especulativos valores positivos de la constante cosmológica. En resumen, si la energía está "realmente allí", entonces debería ejercer una fuerza gravitacional. En relatividad general, la masa y la energía guardan una relación matemática; y cualquiera de ambas puede producir un campo gravitatorio.
Una dificultad obvia con esta asociación es que la energía del punto cero del vacío es absurdamente enorme. De hecho, es infinita, pero uno podría decir que la nueva física se cancela en la escala de Planck, por lo que su crecimiento debería cortarse en este punto. Incluso así, lo que queda es tan grande que doblaría el espacio de forma claramente visible, por lo que parece que tenemos aquí una contradicción. No hay salida fácil del problema, y reconciliar la enorme energía del punto cero del espacio con la constante cosmológica observada, que es pequeña o nula, ha llegado a ser uno de los problemas importantes de la física teórica, y se ha convertido en un criterio para juzgar un candidato a la teoría de todo.

## Utilización en propulsión y levitación
Otra área de la investigación en el campo de la energía del punto cero es cómo puede ser utilizada para propulsión. NASA y British Aerospace tienen programas de investigación con este objetivo, pero producir tecnología práctica es todavía algo muy lejano. Para tener éxito en esta tarea, tendría que ser posible crear efectos repulsivos en el vacío cuántico, lo que de acuerdo a la teoría debería ser posible, y se están diseñando experimentos para producir y medir estos efectos en el futuro.
El Catedrático Ulf Leonhardt y el Doctor Thomas Philbin, de la University of St Andrews en Escocia, han trabajado en una forma de invertir el efecto Casimir, para que sea repulsivo en vez de atractivo. Su descubrimiento puede conducir a la construcción de micromáquinas sin fricción con partes móviles que leviten.
Rueda, Haisch y Puthoff han propuesto que un objeto masivo acelerado interactúa con el campo de punto cero para producir una fuerza de freno electromagnética que es la verdadera responsable del fenómeno de la inercia; ver electrodinámica estocástica.

## Dispositivos de "energía gratuita"
El efecto Casimir ha establecido la energía del punto cero como un fenómeno científicamente aceptado. Sin embargo, el término energía del punto cero ha sido igualmente asociado con un área altamente controvertida - el diseño e invención de los llamados ingenios de "energía gratuita", similares a las máquinas de movimiento perpetuo del pasado.
Según algunos de estos estudios, el hidrógeno atómico (H, para distinguirlo del hidrógeno molecular H2) podría actuar como una especie "conversor" de la radiación de espectro frío de la energía del punto cero (ZPE en inglés), al espectro de la radiación infrarroja utilizable en nuestros conversores termoeléctricos. Aunque está teoría aún no ha podido ser demostrada, en los experimentos llevados a cabo por el Premio Nobel de Química Irving Langmuir a principios del siglo XX sobre el hidrógeno atómico, aparecen algunos resultados que parecen violar la segunda ley de la termodinámica aunque hasta ahora no se ha intentado su replicación y análisis con instrumentación, teoría y tecnología más moderna.

## Lecturas complementarias
- Beiser, Arthur (1967). Concepts of Modern Physics. McGraw-Hill.
- Albert Einstein and L. Hopf (1910). «On a theorem of the probability calculus and its application to the theory of radiation». Ann. Phys. 33: 1096-1104.
- Albert Einstein and L. Hopf (1910). «Statistical investigation of a resonator’ s motion in a radiation field». Ann. Phys. 33: 1105-1115.
- Albert Einstein and Otto Stern, (1913). «—». Ann. Phys. 40: 551.
- Wilczek, Frank (2012). «Cristales de Tiempo Cuántico (Quantum Time Crystals)». arXiv:1202.2539: 1-4. (Texto en español)
- Wilczek, Frank (2012). «Quantum Time Crystals». arXiv:1202.2539 (en inglés): 1-4. (Texto en Ingles)
- Forward, R. (1984). «Extracting electrical energy from the vacuum by cohesion of charged foliated conductors». Phys. Rev. B 30: 1700.
- Forward, R. (febrero de 1996). Mass Modification Experiment Definition. Forward Unlimited. PL-TR-96-3004.
- Bernard Haisch, Alfonso Rueda and York Dobyns (2001). «Inertial mass and the quantum vacuum fields». Annalen der Physik 10: 393-414.
- Loudon, R. (September 2000). The Quantum Theory of Light (Third Edition edición). Oxford: Clarendon Press. ISBN 0-19-850176-5.
- Milonni, Peter W. (1994). The Quantum Vacuum: an Introduction to Quantum Electrodynamics. Nueva York: Academic. ISBN 0-12-498080-5.
- Nernst, W. (1916). «—». Verh. Deutsch Phys. Ges. 18: 83.
- Alfonso Rueda and Bernard Haisch (2005). «Gravity and the Quantum Vacuum Inertia Hypothesis». Annalen der Physik 14: 479-498.
- Cook, Nick (2001). The Hunt for Zero Point. Londres: Century. ISBN 0-7126-6953-1.
- Sciama, D. W. (1991).  Simon Saunders and Henry R. Brown, eds, ed. The Philosophy of Vacuum. Oxford: Clarendon Press. ISBN 0-19-824449-5.